# Залізниця в геральдиці

Герб Аулендорфа, залізничного вузла, символізований крилатим колесом

Залізничні символи використовуються в геральдиці порівняно рідко. У класичній геральдиці їх вважають негеральдичними, оскільки вони представляють геральдичний анахронізм. Проте, їх іноді зображують як загальну фігуру в сучасній геральдиці (герби сучасних організацій та людей, такі як муніципальні герби).

## До геральдики
Якщо в гербі використовується залізнична символіка, вона зазвичай дуже стилізована, так що форма, зображена на гербі, насправді не буде придатною для використання. Рейки та робочі колеса використовуються частіше у гербах, ніж, наприклад, локомотиви чи вагони, оскільки попередники залізничної системи та колеса були відомі ще до готики. Типовим є, наприклад, вагонетки, яке насамперед символізує видобуток корисних копалин, а не саму залізницю. Якщо прокатний товар виглядає так, як правило, це означає значний завод на місці, тобто виробництво, а не транспорт особливо. Однак використовуються і більш прості символи, такі як компоненти, такі як сортувальна станція, залізничний переїзд або профіль колії, наприклад у Віла-Нова-да-Баронії. Залізничні вузли також символізують різні хрестоподібні форми, зокрема подвійний перехрещений Андріївський хрест як добре відомий символ залізничного переїзду.
Оскільки геральдичного жаргону не існує, як для сучасних натуралістичних фігур (крім робочого колеса, старого символу посланця богів Гермеса), блазон також виконується природною мовою, тобто він стає "залізничним" або "локомотивом". Точна форма залишається на розсуд геральдиста через відсутність канону подання; Тільки тинктури, розташування і стан геральдично відзначені як з кожної фігури, наприклад, золотий локомотив, кутова ліва рейка  або залізничний шлагбаум у природних кольорах (саме так він зазвичай виглядає, з червоно-білим лонжероном та порткуліями в коричневому, чорному, сірому або подібному). Побудова складного "геральдично правильного" опису зараз вважається застарілим, доріжку можна прикрасити "плаваючою срібною балкою, що здвоєна ниткою, під сімома коричневими вузькими косими черепицями, розміщеними після фігури", що досі не є ні чітким, ні привабливим.

## Приклади

Віадук Альтенбекен (Альтенбекен)
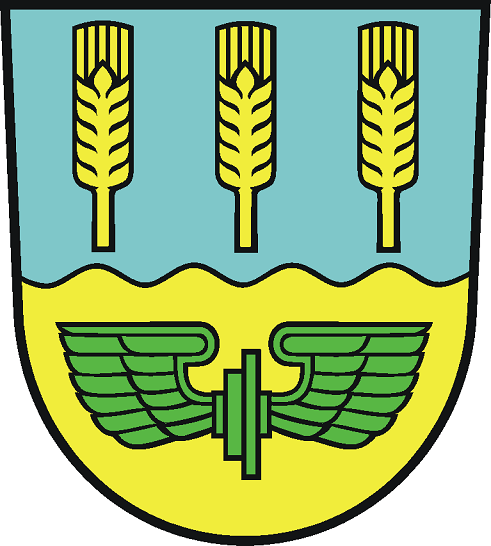
Крилате колесо (Бад-Кляйнен)
Рейковий хрест (Бебра)
Високий міст Грюненталер (Бельдорф)
Залізничний тунель (Гайгенбрюккен)
Високий міст Хохдон (Гохдонн)
Локомотив і колія (Голленбек)
Залізничне колесо (Юбек)
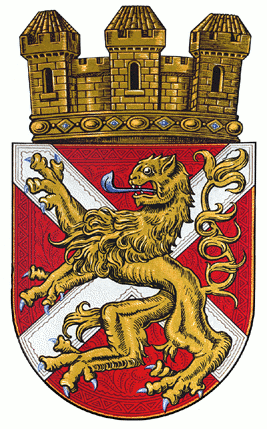
[[Lehrte#Wappen der Stadt|Андріївський хрест символізує залізничний вузол (Станція Лерте)
Залізнична лінія (Нойбекум)
Крилате колесо (Остерфельд)
Високий Тауерн та тунель (Мальниць)
Залізнична колія (Пашинг)
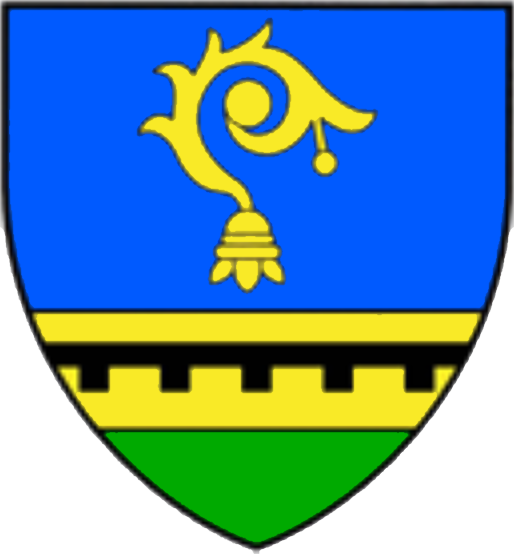
Залізнична колія (Раасдорф)
Дві рейки в перерізі (Шалендре)
Золотий локомотив (Барановичі)
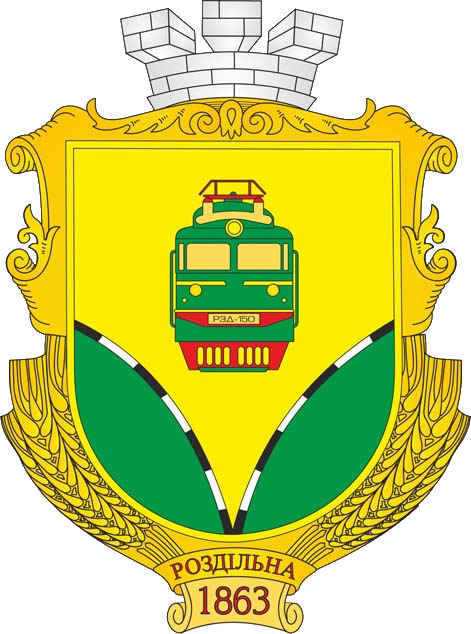
Локомотив і дороги (Роздільна)
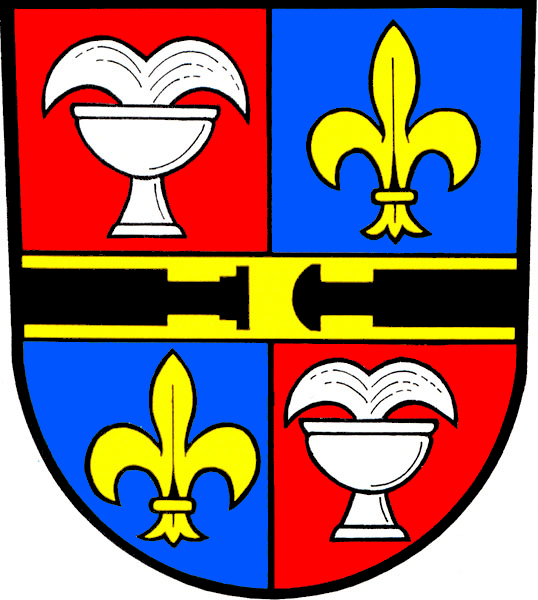
Залізничний буфер (Студенка)
Крилате колесо ( Олігс)
Паровоз (Вілья-Алемана)
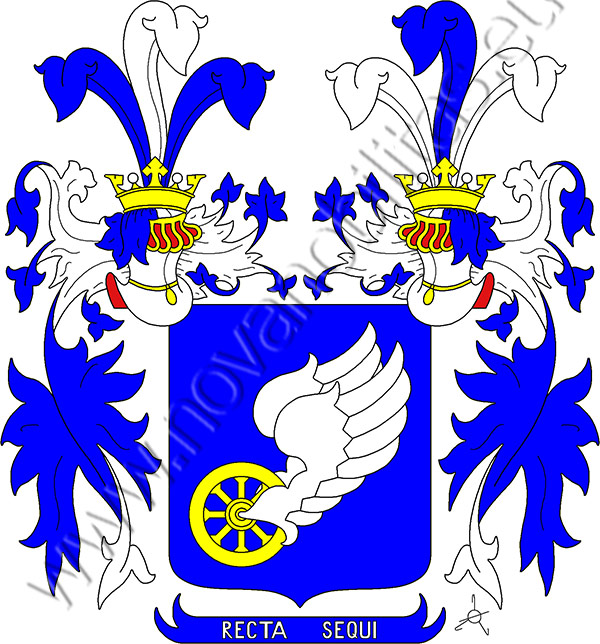
Особистий герб (Матіас фон Шенерер)

## Герб залізничних компаній
Ранні залізничні компанії, особливо у Великій Британії, мали геральдичні символи. Герби були дуже популярні серед них як знак ідентифікації у значенні логотипу або для прикраси залізничних вагонів. Однак крилаті колеса у них майже не з'являється.

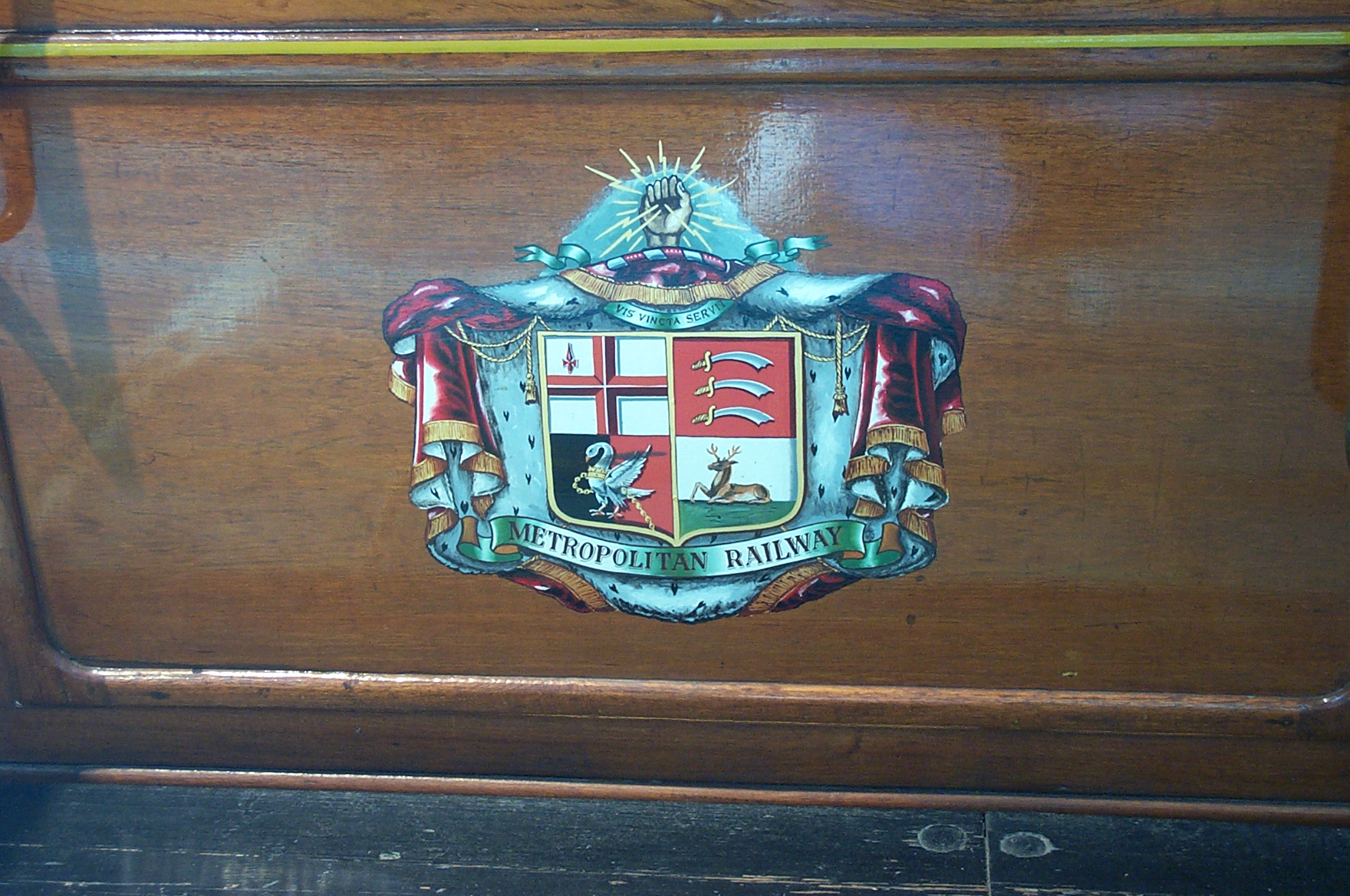
Metropolitan Railway, Лондон (Велика Британія)
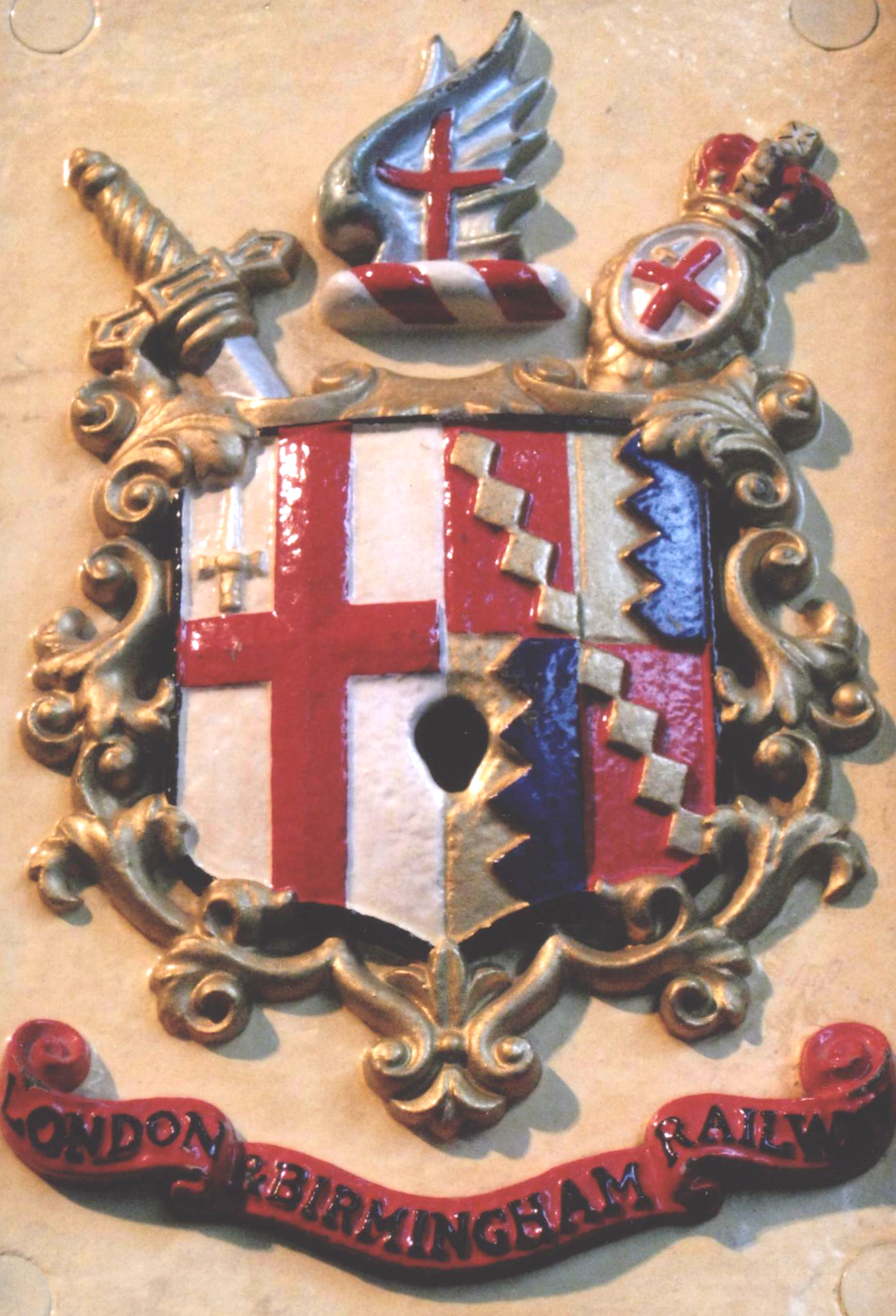
London and Birmingham Railway (Велика Британія)
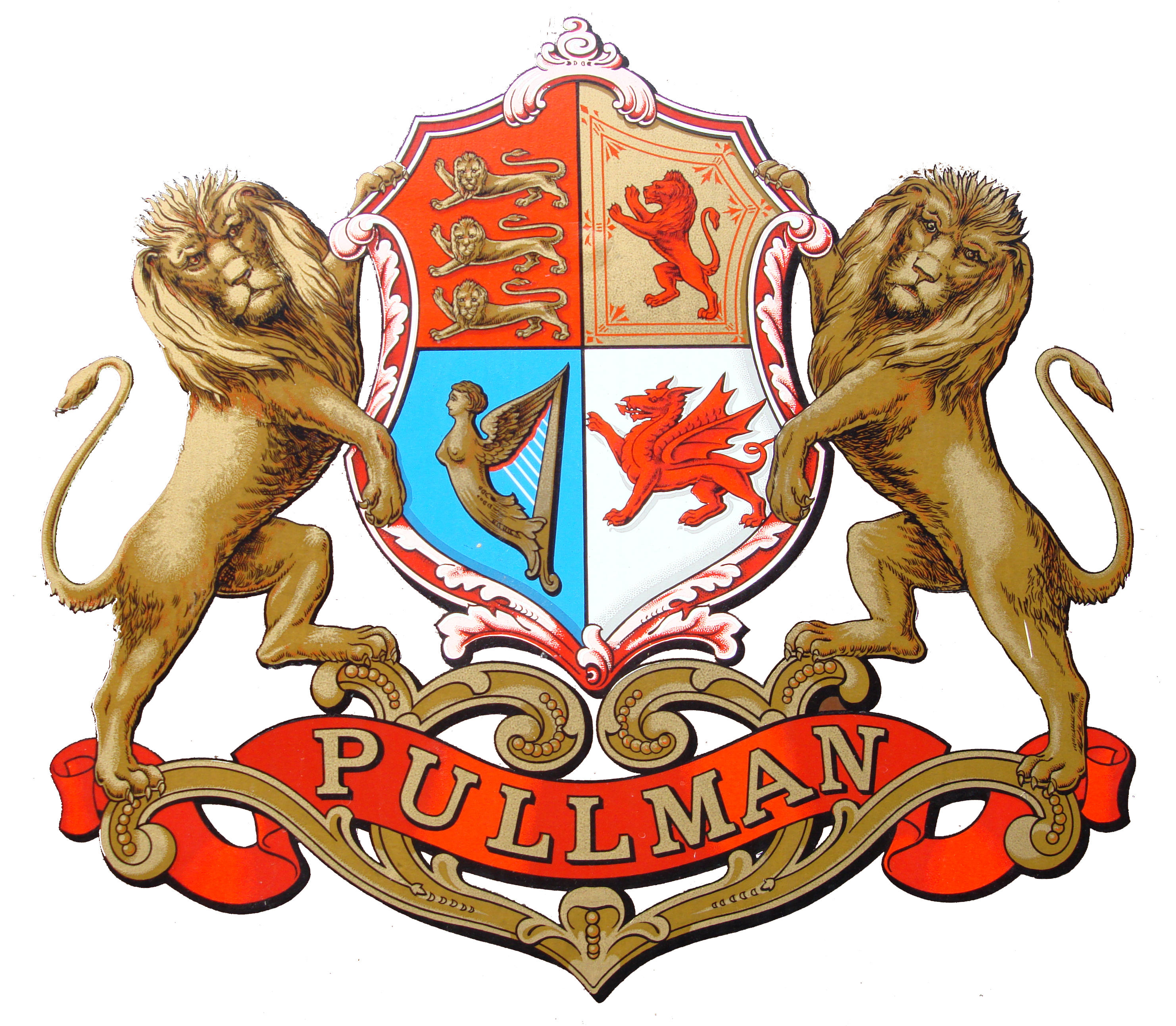
Знак Пульмана Colne Valley Railway (Велика Британія)